# 神奈川県立神奈川総合高等学校
神奈川県立神奈川総合高等学校（かながわけんりつかながわそうごうこうとうがっこう）は、神奈川県横浜市神奈川区に所在する公立高等学校である。

## 設置学科
- 単位制 普通科
  - 個性化コース
  - 国際文化コース
- 単位制 舞台芸術科

## 概要
1995年に開校した。県内で初めて単位制を基調とした全日制普通科であり、総合選択制を導入しているが総合学科の設置はない。神奈川県立神奈川工業高等学校の敷地内に併設されており、内部は接続されている。食堂、図書館、室内プール、トレーニングルーム、多目的ホール、弓道場が共用となっている。グラウンドは神奈川工業高等学校の設備になっている。
地上10階・地下1階建てで、エレベーターが3基設置されている。冷暖房完備で、多目的ホール、室内温水プール、トレーニングルーム、屋内弓道場、柔剣道場、テニスコート一面などがある。
単位制であるため、「○年生」ではなく入学年度に応じた「○期生」の呼称を用い、在学年度に関わらず受講し、週1回行われるロングホームルーム（45分）でのみ学級に在籍する全員が会する。
部活動や行事は全て生徒主体で、委員は全校に立候補を募り自主的に運営する。校地内に駐輪場を設けず自転車通学を禁止しており、制服はない。
上記掲載写真の建物は神奈川工業高校で、神奈川総合高校の校舎は写真の更に右側に位置し、写真の門は正門で、右側に神奈川総合の銘板がある。神奈川工業高校が管理しているが、裏門を利用する学校関係者もいる。

## 沿革
- 1994年10月17日 設置認可[1]。
- 1995年1月30日 校章制定[1]。
- 1995年4月1日 神奈川県立神奈川総合高等学校として開校[1]。
- 1995年4月5日 第1回入学式挙行[1]。
- 1995年11月1日 開校を祝う会開催、校歌制定[1]。

## 教育

### 教育目標
生徒一人ひとりの個性の伸長を図り、主体的に学び、国際社会の中で共に生き共に育つ高い人格と心豊かな感性を備えた人間を育成する。 

### 特色
- 個人の自主性が尊重される自由な校風である。
- アメリカ、イギリス、ドイツ、フランス、スペイン、中国、韓国にパートナー校があり、希望者は海外パートナー校交流に参加できる。
- 年間合計30名の中途入学者の募集（前期10名、後期20名）や、海外帰国子女、社会人聴講生の募集が行われている。

### 学習内容
普通科の科目に加え、専門の科目やフィールド科目など独自の科目を設け、個性化コース・国際文化コースのいずれに在籍していても履修が可能である。

#### 必履修、選択必履修科目
（2021年度入学生　教育課程表）
- 国語
  - 国語総合
- 地理歴史
  - 世界史A、世界史B、日本史A、日本史B、地理A、地理B
- 公民
  - 現代社会、倫理、政治・経済
- 数学
  - 数学I
- 理科
  - 科学と人間生活、物理基礎、化学基礎、生物基礎、地学基礎
- 保健体育
  - 体育、保健
- 芸術（普通科のみ）
  - 音楽I（基礎,発展）、美術I、工芸I、書道I
- 外国語
  - コミュニケーション英語I
- 家庭
  - 家庭基礎、家庭総合、生活デザイン
- 情報
  - 社会と情報、情報の科学
- 総合的な探究の時間
  - テーマ学習、テーマ研究I、テーマ研究II
- 特別活動
  - ホームルーム学習、学校行事、生徒会活動

#### 自由選択科目
（2021年度入学生　教育課程表）
- 国語
  - 国語表現、現代文A、現代文B、古典A、古典B
- 数学
  - 数学II、数学IIS、数学III、数学A、数学B、数学活用
- 理科
  - 物理、化学、生物、地学
- 芸術
  - 音楽II、音楽III、美術II、美術III、工芸II、工芸III、書道II、書道III
  - 美術I、工芸I、書道I（舞台芸術科のみ）
- 外国語
  - コミュニケーション英語基礎、コミュニケーション英語II、コミュニケーション英語III、英語表現I、英語表現II、英語会話
- 学校外活動
  - 校外講座、技能審査、ボランティア活動、就業体験活動、スポーツ・文化活動

#### 専門科目（舞台芸術科のみ）
（2021年度入学生　教育課程表）
- 舞台芸術
  - 演劇概論、戯曲研究A、戯曲研究B、基礎演技、応用演技、基礎舞踊、応用舞踊、総合音楽、伝統芸能、身体表現、基礎舞台技術、応用舞台技術、スタッフ実習、舞台表現演習（１）、舞台表現演習（２）

#### フィールド科目
（2021年度入学生　教育課程表）
- 人文・社会
  - 古典研究、作品講読、文学入門、言語研究、基礎古典文法
  - 世界史研究A,B、日本史研究A,B、地理研究、郷土史かながわ
  - 倫理研究、政治経済研究
- 自然科学
  - 数学研究A、数学研究A発展、数学研究B基礎、数学研究B発展、数学研究C、数学研究CS
  - 物理研究、化学研究、生物研究、地学研究
  - 基礎微生物学I、基礎微生物学II、バイオテクノロジー基礎I、バイオテクノロジー基礎II、天文
  - 情報デザイン、映像の制作と発信
- スポーツ・生活科学
  - スポーツ医科学、スポーツ心理学、野外体育（夏季）、野外体育（冬季）
  - 子供の発育と発達、ファッション造形基礎、服飾手芸、フードデザイン、食文化
  - 基礎看護
- 芸術
  - 音楽理論、演奏研究、ソルフェージュ、声楽（独唱、合唱）、器楽（ピアノ、オーケストラ）、鑑賞研究、音響実習
  - 美術史、素描、絵画、版画、彫刻、ビジュアルデザイン、クラフトデザイン、素描発展、絵画研究、基礎デザイン
  - 演劇概論、戯曲研究A,B、基礎演技、実践演技、基礎舞踊、身体表現、基礎舞台技術、スタッフ実習（普通科のみ）
- 国際文化
  - コミュニケーション・スキルズ、ドイツ語I,II,III、フランス語I,II,III、ハングルI,II,III、中国語I,II,III、スペイン語I,II,III
  - ラビット・リーディング、クリエイティブ・ライティング、プレゼンテーション、日本文化紹介
  - 文化人類学、国際関係論、グローバル学習

#### その他
- 体育の授業は1つの種目を半年間履修する。
  - 器械運動、陸上競技、水泳、ダンス、柔道、剣道、弓道、居合道、バスケットボール、ハンドボール、サッカー、フットサル、バレーボール、バドミントン、卓球、テニス、ソフトボール、ゴルフ、スケート
  - 体育の授業の一環として集中講座（キャンプ）、（スキー）を設けている。

## 学校行事
4月
- 始業式・着任式
- 前期入学式
- 新入生歓迎会（新歓）
- 生徒総会

5月
- デイキャンプ - 1年次生
- スポーツ大会 - 体育祭

6月
- 中間試験

7月
- テーマ研究発表会
- 和装の日

9月
- 期末試験
- 翔鷗祭（しょうおうさい） - 文化祭
- 修了式

10月
- 研修旅行　-　2年次生
- 後期入学式
- 仮装の日

11月
- 局選挙

12月
- 中間試験

3月
- フィールド発表会
- 卒業生を送る会
- 卒業式

翔鷗祭、フィールド発表会のみ一般の参加が可能である。

### 協議会
生徒会本部のかわりに「協議会」というものが存在している。協議会は、行事局・クラブ局・総務局で構成されている。各局は二人の局責任者をおいて協議会として活動している。

### 行事局
- 行事の実行委員会の立ち上げ。
- 行事の事後処理委員会の設置。

### クラブ局
部活動と同好会の運営を援助している。例えばクラブが使える予算の分配などである。
神奈川総合高校は条件を満たせば誰でも新しい同好会立ち上げの申請ができる。同好会申請の窓口としての役割もある。
- 水泳、バレーボール、バドミントン、バスケットボール、サッカー、ワンダーフォーゲル、弓道、硬式テニス、Chiffons（モダンダンス）、GACHACK（ダンス）、合気道、吹奏楽、Chorus Lovers（合唱）、弦楽合奏、軽音楽、美術、イラスト、写真、文芸、放送、天文、M&D（演劇）、茶道、デザイン、SoLodクラフト部（立体造形）、CG総合、競技かるた、ISAK（国際支援）、自然科学、かもめのねごと編集局（新聞）
- 同好会 - 書道、ESS（英会話）、JAZZ楽団、9Beatz（ダンス）、陸上、剣道

### 総務局
- 生徒会室の運営の中心。
- 生徒会費の執行。
- 生徒会室の備品・物品の管理。

### 委員会・有志団体
- ホール・スタッフ - 多目的ホールでの音響(舞台も兼ねる)、照明関係に分かれ、ホールの運営を行う。
- 図書館ボランティア - 委員会が無いので空き時間や、昼休み、放課後に司書の手伝いをするボランティア。
- 男華火- タンクトップを着て踊る有志団体。

## 交通
- 東白楽駅より徒歩2分
- 東神奈川駅より徒歩8分
- 京急東神奈川駅より徒歩10分

## 著名な出身者
- 甲斐田裕子（声優）
- 浅田好未（パイレーツ）
- 枡田絵理奈（アナウンサー）[2]
- 豊田奈夕葉（サッカー）[3]
- 桜木みなと（宝塚歌劇団）
- 蒼波黎也（宝塚歌劇団）
- 山下百合恵（声優）
- 大高力也（俳優）
- 青木智美（競泳）
- 牧村朝子（タレント）
- 富岡英里子（女優）
- 天羽尚吾（俳優）
- 中村知春（ラグビー）
- 間宮祥太朗[4]（俳優）
- 二本木美唯貴（アナウンサー）
- 安斎かりん（漫画家）
- 高野水登（脚本家）[5]